# 1000 Miglia di Sebring 2023
La 1000 Miglia di Sebring 2023 è una gara per auto sportive di durata che si è tenuta il 17 marzo 2023 preso il Circuito di Sebring. È la terza edizione valida per il Campionato del mondo endurance e il primo round della stagione 2023.
Per la prima volta nel Campionato del mondo endurance, nella classe Hypercar possono prendere parte anche le vetture costruite con i regolamenti Le Mans Daytona h (LMDh) al fianco delle vetture Le Mans Hypercar (LMH). Viene eliminata la classe LMGTE Pro, mentre sono conformate la Classe LMP2 e la classe LMGTE AM.

## Programma
| Data     | Ora          | Ora   | Evento                |
| Data     | (Locale: ET) | ITA   | Evento                |
| -------- | ------------ | ----- | --------------------- |
| 15 marzo | 10:55        | 15:55 | Prove libere 1        |
| 15 marzo | 16:35        | 21:35 | Prove libere 2        |
| 16 marzo | 11:55        | 16:55 | Prove libere 2        |
| 16 marzo | 18:30        | 23:30 | Qualifiche - LMGTE Am |
| 16 marzo | 18:55        | 23:55 | Qualifiche - LMP2     |
| 16 marzo | 19:20        | 00:20 | Qualifiche - Hypercar |
| 17 marzo | 12:00        | 17:00 | Gare                  |
| Fonte:   |              |       |                       |

## Elenco iscritti
Di seguito l'elenco dei partecipanti:
| No. | Squadra                   | Auto                   | Pneumatici | Pilota 1              | Pilota 2           | Pilota 3            |
| --- | ------------------------- | ---------------------- | ---------- | --------------------- | ------------------ | ------------------- |
| 2   | Cadillac Racing           | Cadillac V-LMDh        | M          | Earl Bamber           | Alex Lynn          | Richard Westbrook   |
| 4   | Floyd Vanwall Racing Team | Vanwall Vandervell 680 | M          | Tom Dillmann          | Esteban Guerrieri  | Jacques Villeneuve  |
| 5   | Porsche Penske Motorsport | Porsche 963            | M          | Michael Christensen   | Dane Cameron       | Frédéric Makowiecki |
| 6   | Porsche Penske Motorsport | Porsche 963            | M          | André Lotterer        | Laurens Vanthoor   | Kévin Estre         |
| 7   | Toyota Gazoo Racing       | Toyota GR010 Hybrid    | M          | Mike Conway           | Kamui Kobayashi    | José María López    |
| 8   | Toyota Gazoo Racing       | Toyota GR010 Hybrid    | M          | Sébastien Buemi       | Brendon Hartley    | Ryō Hirakawa        |
| 50  | Ferrari AF Corse          | Ferrari 499P           | M          | Antonio Fuoco         | Nicklas Nielsen    | Miguel Molina       |
| 51  | Ferrari AF Corse          | Ferrari 499P           | M          | Alessandro Pier Guidi | Antonio Giovinazzi | James Calado        |
| 93  | Peugeot TotalEnergies     | Peugeot 9X8            | M          | Mikkel Jensen         | Jean-Éric Vergne   | Paul di Resta       |
| 94  | Peugeot TotalEnergies     | Peugeot 9X8            | M          | Nico Müller           | Gustavo Menezes    | Loïc Duval          |
| 708 | Glickenhaus Racing        | Glickenhaus 007 LMH    | M          | Olivier Pla           | Ryan Briscoe       | Romain Dumas        |

| No. | Squadra                   | Auto            | Pneumatici | Pilota 1           | Pilota 2           | Pilota 3           |
| --- | ------------------------- | --------------- | ---------- | ------------------ | ------------------ | ------------------ |
| 9   | Prema Team                | Oreca 07-Gibson | G          | Andrea Caldarelli  | Bent Viscaal       | Filip Ugran        |
| 10  | Vector Sport              | Oreca 07-Gibson | G          | Ryan Cullen        | Gabriel Aubry      | Matthias Kaiser    |
| 22  | United Autosports         | Oreca 07-Gibson | G          | Filipe Albuquerque | Philip Hanson      | Frederick Lubin    |
| 23  | United Autosports         | Oreca 07-Gibson | G          | Tom Blomqvist      | Oliver Jarvis      | Josh Pierson       |
| 28  | Jota Sport                | Oreca 07-Gibson | G          | Jonathan Aberdein  | Ed Jones           | Oliver Rasmussen   |
| 31  | Team WRT                  | Oreca 07-Gibson | G          | Robin Frijns       | Sean Gelael        | Ferdinand Habsburg |
| 34  | Inter Europol Competition | Oreca 07-Gibson | G          | Fabio Scherer      | Jakub Śmiechowski  | Esteban Gutiérrez  |
| 35  | Alpine ELF Team           | Alpine A470     | G          | Olli Caldwell      | André Negrão       | Memo Rojas         |
| 36  | Alpine ELF Team           | Alpine A470     | G          | Charles Milesi     | Matthieu Vaxivière | Julien Canal       |
| 38  | Hertz Jota Sport          | Oreca 07-Gibson | G          | Ye Yifei           | David Beckmann     | Will Stevens       |
| 41  | Team WRT                  | Oreca 07-Gibson | G          | Rui Andrade        | Robert Kubica      | Louis Delétraz     |
| 63  | Prema Team                | Oreca 07-Gibson | G          | Doriane Pin        | Mirko Bortolotti   | Daniil Kvyat       |

| No. | Squadra                | Auto                     | Pneumatici | Pilota 1           | Pilota 2              | Pilota 3           |
| --- | ---------------------- | ------------------------ | ---------- | ------------------ | --------------------- | ------------------ |
| 21  | AF Corse               | Ferrari 488 GTE Evo      | M          | Simon Mann         | Ulysse de Pauw        | Stefano Costantini |
| 25  | ORT By TF Sport        | Aston Martin Vantage AMR | M          | Ahmad Al Harthy    | Michael Dinan         | Charlie Eastwood   |
| 33  | Corvette Racing        | Chevrolet Corvette C8.R  | M          | Ben Keating        | Florian Latorre       | Marco Sørensen     |
| 54  | AF Corse               | Ferrari 488 GTE Evo      | M          | Davide Rigon       | Francesco Castellacci | Thomas Flohr       |
| 56  | Team Project 1         | Porsche 911 RSR-19       | M          | P. J. Hyett        | Gunnar Jeannette      | Matteo Cairoli     |
| 57  | Kessel Racing          | Ferrari 488 GTE Evo      | M          | Scott Huffaker     | Takeshi Kimura        | Daniel Serra       |
| 60  | Iron Lynx              | Porsche 911 RSR-19       | M          | Matteo Cressoni    | Alessio Picariello    | Claudio Schiavoni  |
| 77  | Dempsey-Proton Racing  | Porsche 911 RSR-19       | M          | Christian Ried     | Mikkel O. Pedersen    | Julien Andlauer    |
| 83  | Richard Mille AF Corse | Ferrari 488 GTE Evo      | M          | Luis Perez Companc | Lilou Wadoux          | Alessio Rovera     |
| 85  | Iron Dames             | Porsche 911 RSR-19       | M          | Sarah Bovy         | Rahel Frey            | Michelle Gatting   |
| 86  | GR Racing              | Porsche 911 RSR-19       | M          | Michael Wainwright | Riccardo Pera         | Michael Wainwright |
| 88  | Proton Competition     | Porsche 911 RSR-19       | M          | Harry Tincknell    | Zacharie Robichon     | Ryan Hardwick      |
| 98  | Northwest AMR          | Aston Martin Vantage AMR | M          | Nicki Thiim        | Paul Dalla Lana       | Axcil Jefferies    |
| 777 | D'station Racing       | Aston Martin Vantage AMR | M          | Tomonobu Fujii     | Satoshi Hoshino       | Casper Stevenson   |

## Prove Libere

### Prove Libere 1
| #  | Squadra             | Categoria | Auto                | Tempo    |
| -- | ------------------- | --------- | ------------------- | -------- |
| 8  | Toyota Gazoo Racing | Hypercar  | Toyota GR010 Hybrid | 1:47:649 |
| 63 | Prema Racing        | LMP2      | Oreca 07-Gibson     | 1:50:074 |
| 85 | Iron Dames          | LMGTE Am  | Ferrari 488 GTE Evo | 1:59:028 |

### Prove Libere 2
| #  | Squadra             | Categoria | Auto                | Tempo    |
| -- | ------------------- | --------- | ------------------- | -------- |
| 7  | Toyota Gazoo Racing | Hypercar  | Toyota GR010 Hybrid | 1:46:954 |
| 28 | Jota                | LMP2      | Oreca 07-Gibson     | 1:50:326 |
| 57 | Kessel Racing       | LMGTE Am  | Ferrari 488 GTE Evo | 1:58:845 |

### Prove Libere 3
| #  | Squadra             | Categoria | Auto                     | Tempo    |
| -- | ------------------- | --------- | ------------------------ | -------- |
| 7  | Toyota Gazoo Racing | Hypercar  | Toyota GR010 Hybrid      | 1:45:783 |
| 28 | Jota                | LMP2      | Oreca 07-Gibson          | 1:50:128 |
| 98 | Northwest AMR       | LMGTE Am  | Aston Martin Vantage GTE | 1:59:030 |

## Qualifiche

### Risultati
La pole position per ogni classe è segnata in grassetto.
| Pos    | Classe   | No. | Team                      | Tempo    | Distanza | Griglia |
| ------ | -------- | --- | ------------------------- | -------- | -------- | ------- |
| 1      | Hypercar | 50  | Ferrari – AF Corse        | 1:45.067 | -        | 1       |
| 2      | Hypercar | 8   | Toyota Gazoo Racing       | 1:45.281 | +0.214   | 2       |
| 3      | Hypercar | 7   | Toyota Gazoo Racing       | 1:45.548 | +0.481   | 3       |
| 4      | Hypercar | 51  | Ferrari – AF Corse        | 1:45.874 | +0.807   | 4       |
| 5      | Hypercar | 2   | Cadillac Racing           | 1:46.082 | +1.015   | 5       |
| 6      | Hypercar | 6   | Porsche Penske Motorsport | 1:47.193 | +2.126   | 6       |
| 7      | Hypercar | 5   | Porsche Penske Motorsport | 1:47.210 | +2.143   | 7       |
| 8      | Hypercar | 94  | Peugeot TotalEnergies     | 1:47.455 | +2.388   | 8       |
| 9      | Hypercar | 93  | Peugeot TotalEnergies     | 1:48.205 | +3.138   | 9       |
| 10     | Hypercar | 708 | Glickenhaus Racing        | 1:49.164 | +4.097   | 10      |
| 11     | Hypercar | 4   | Floyd Vanwall Racing Team | 1:49.329 | +4.262   | 11      |
| 12     | LMP2     | 23  | United Autosports         | 1:49.974 | +4.907   | 12      |
| 13     | LMP2     | 28  | Jota                      | 1:50.067 | +5.000   | 13      |
| 14     | LMP2     | 31  | Team WRT                  | 1:50.155 | +5.088   | 14      |
| 15     | LMP2     | 36  | Alpine Elf Team           | 1:50.174 | +5.107   | 15      |
| 16     | LMP2     | 48  | Hertz Team Jota           | 1:50.218 | +5.151   | 16      |
| 17     | LMP2     | 41  | Team WRT                  | 1:50.291 | +5.224   | 17      |
| 18     | LMP2     | 22  | United Autosports         | 1:50.408 | +5.341   | 18      |
| 19     | LMP2     | 9   | Prema Racing              | 1:50.417 | +5.350   | 19      |
| 20     | LMP2     | 10  | Vector Sport              | 1:50.710 | +5.643   | 20      |
| 21     | LMP2     | 63  | Prema Racing              | 1:50.726 | +5.659   | 21      |
| 22     | LMP2     | 34  | Inter Europol Competition | 1:50.889 | +5.822   | 22      |
| 23     | LMP2     | 35  | Alpine Elf Team           | 1:51.284 | +6.217   | 23      |
| 24     | LMGTE Am | 85  | Iron Dames                | 1:58.949 | +13.882  | 24      |
| 25     | LMGTE Am | 33  | Corvette Racing           | 1:59.345 | +14.278  | 25      |
| 26     | LMGTE Am | 25  | ORT by TF                 | 1:59.657 | +14.590  | 26      |
| 27     | LMGTE Am | 83  | Richard Mille AF Corse    | 1:59.733 | +14.666  | 27      |
| 28     | LMGTE Am | 21  | AF Corse                  | 1:59.992 | +14.925  | 28      |
| 29     | LMGTE Am | 56  | Project 1 – AO            | 2:00.588 | +15.521  | 29      |
| 30     | LMGTE Am | 57  | Kessel Racing             | 2:00.591 | +15.524  | 30      |
| 31     | LMGTE Am | 98  | Northwest AMR             | 2:00.807 | +15.740  | 31      |
| 32     | LMGTE Am | 777 | D'Station Racing          | 2:00.941 | +15.874  | 32      |
| 33     | LMGTE Am | 54  | AF Corse                  | 2:01.041 | +15.974  | 33      |
| 34     | LMGTE Am | 77  | Dempsey-Proton Racing     | 2:01.054 | +15.987  | 34      |
| 35     | LMGTE Am | 86  | GR Racing                 | 2:02.588 | +17.521  | 35      |
| 36     | LMGTE Am | 60  | Iron Lynx                 | 2:02.820 | +17.753  | 36      |
| Fonte: |          |     |                           |          |          |         |

## Gara

### Risultati[4]
Il numero minimo di giri per classificarsi (70% della distanza totale dell'auto vincitrice) era di 136 giri. I vincitori di classe sono segnati in grassetto.
| Pos | Classe   | No. | Team                      | Piloti                                                      | Telaio                         | Pneumatici | Giri | Tempo/ritiro     |
| Pos | Classe   | No. | Team                      | Piloti                                                      | Motore                         | Pneumatici | Giri | Tempo/ritiro     |
| --- | -------- | --- | ------------------------- | ----------------------------------------------------------- | ------------------------------ | ---------- | ---- | ---------------- |
| 1   | Hypercar | 7   | Toyota Gazoo Racing       | Mike Conway Kamui Kobayashi José María López                | Toyota GR010 Hybrid            | M          | 239  | 8:00:19.877 ‡    |
| 1   | Hypercar | 7   | Toyota Gazoo Racing       | Mike Conway Kamui Kobayashi José María López                | Toyota H8909 3.5 L Turbo V6    | M          | 239  | 8:00:19.877 ‡    |
| 2   | Hypercar | 8   | Toyota Gazoo Racing       | Sébastien Buemi Brendon Hartley Ryo Hirakawa                | Toyota GR010 Hybrid            | M          | 239  | +2.168           |
| 2   | Hypercar | 8   | Toyota Gazoo Racing       | Sébastien Buemi Brendon Hartley Ryo Hirakawa                | Toyota H8909 3.5 L Turbo V6    | M          | 239  | +2.168           |
| 3   | Hypercar | 50  | Ferrari – AF Corse        | Antonio Fuoco Miguel Molina Nicklas Nielsen                 | Ferrari 499P                   | M          | 237  | +2 Giri          |
| 3   | Hypercar | 50  | Ferrari – AF Corse        | Antonio Fuoco Miguel Molina Nicklas Nielsen                 | Ferrari 3.0 L Turbo V6         | M          | 237  | +2 Giri          |
| 4   | Hypercar | 2   | Cadillac Racing           | Earl Bamber Alex Lynn Richard Westbrook                     | Cadillac V-Series.R            | M          | 237  | +2 Giri          |
| 4   | Hypercar | 2   | Cadillac Racing           | Earl Bamber Alex Lynn Richard Westbrook                     | Cadillac LMC55R 5.5 L V8       | M          | 237  | +2 Giri          |
| 5   | Hypercar | 5   | Porsche Penske Motorsport | Dane Cameron Michael Christensen Frédéric Makowiecki        | Porsche 963                    | M          | 235  | +4 Giri          |
| 5   | Hypercar | 5   | Porsche Penske Motorsport | Dane Cameron Michael Christensen Frédéric Makowiecki        | Porsche 9RD 4.6 L Turbo V8     | M          | 235  | +4 Giri          |
| 6   | Hypercar | 6   | Porsche Penske Motorsport | Kévin Estre André Lotterer Laurens Vanthoor                 | Porsche 963                    | M          | 235  | +4 Giri          |
| 6   | Hypercar | 6   | Porsche Penske Motorsport | Kévin Estre André Lotterer Laurens Vanthoor                 | Porsche 9RD 4.6 L Turbo V8     | M          | 235  | +4 Giri          |
| 7   | LMP2     | 48  | Hertz Team Jota           | David Beckmann Will Stevens Yifei Ye                        | Oreca 07                       | G          | 230  | +9 Giri ‡        |
| 7   | LMP2     | 48  | Hertz Team Jota           | David Beckmann Will Stevens Yifei Ye                        | Gibson GK428 V8                | G          | 230  | +9 Giri ‡        |
| 8   | LMP2     | 22  | United Autosports         | Filipe Albuquerque Philip Hanson Frederick Lubin            | Oreca 07                       | G          | 230  | +9 Giri          |
| 8   | LMP2     | 22  | United Autosports         | Filipe Albuquerque Philip Hanson Frederick Lubin            | Gibson GK428 V8                | G          | 230  | +9 Giri          |
| 9   | LMP2     | 63  | Prema Racing              | Mirko Bortolotti Daniil Kvyat Doriane Pin                   | Oreca 07                       | G          | 230  | +9 Giri          |
| 9   | LMP2     | 63  | Prema Racing              | Mirko Bortolotti Daniil Kvyat Doriane Pin                   | Gibson GK428 V8                | G          | 230  | +9 Giri          |
| 10  | LMP2     | 34  | Inter Europol Competition | Albert Costa Fabio Scherer Jakub Śmiechowski                | Oreca 07                       | G          | 230  | +9 Giri          |
| 10  | LMP2     | 34  | Inter Europol Competition | Albert Costa Fabio Scherer Jakub Śmiechowski                | Gibson GK428 V8                | G          | 230  | +9 Giri          |
| 11  | LMP2     | 41  | Team WRT                  | Rui Andrade Louis Delétraz Robert Kubica                    | Oreca 07                       | G          | 230  | +9 Giri          |
| 11  | LMP2     | 41  | Team WRT                  | Rui Andrade Louis Delétraz Robert Kubica                    | Gibson GK428 V8                | G          | 230  | +9 Giri          |
| 12  | LMP2     | 28  | Jota                      | Pietro Fittipaldi David Heinemeier Hansson Oliver Rasmussen | Oreca 07                       | G          | 230  | +9 Giri          |
| 12  | LMP2     | 28  | Jota                      | Pietro Fittipaldi David Heinemeier Hansson Oliver Rasmussen | Gibson GK428 V8                | G          | 230  | +9 Giri          |
| 13  | LMP2     | 31  | Team WRT                  | Robin Frijns Sean Gelael Ferdinand Habsburg                 | Oreca 07                       | G          | 230  | +9 Giri          |
| 13  | LMP2     | 31  | Team WRT                  | Robin Frijns Sean Gelael Ferdinand Habsburg                 | Gibson GK428 V8                | G          | 230  | +9 Giri          |
| 14  | LMP2     | 9   | Prema Racing              | Andrea Caldarelli Filip Ugran Bent Viscaal                  | Oreca 07                       | G          | 229  | +10 Giri         |
| 14  | LMP2     | 9   | Prema Racing              | Andrea Caldarelli Filip Ugran Bent Viscaal                  | Gibson GK428 V8                | G          | 229  | +10 Giri         |
| 15  | Hypercar | 51  | Ferrari – AF Corse        | James Calado Antonio Giovinazzi Alessandro Pier Guidi       | Ferrari 499P                   | M          | 228  | +11 Giri         |
| 15  | Hypercar | 51  | Ferrari – AF Corse        | James Calado Antonio Giovinazzi Alessandro Pier Guidi       | Ferrari 3.0 L Turbo V6         | M          | 228  | +11 Giri         |
| 16  | LMP2     | 36  | Alpine Elf Team           | Julien Canal Charles Milesi Matthieu Vaxivière              | Oreca 07                       | G          | 228  | +11 Giri         |
| 16  | LMP2     | 36  | Alpine Elf Team           | Julien Canal Charles Milesi Matthieu Vaxivière              | Gibson GK428 V8                | G          | 228  | +11 Giri         |
| 17  | LMGTE Am | 33  | Corvette Racing           | Nicky Catsburg Ben Keating Nicolás Varrone                  | Chevrolet Corvette C8.R        | M          | 221  | +18 Giri ‡       |
| 17  | LMGTE Am | 33  | Corvette Racing           | Nicky Catsburg Ben Keating Nicolás Varrone                  | Chevrolet 5.5 L V8             | M          | 221  | +18 Giri ‡       |
| 18  | LMGTE Am | 77  | Dempsey-Proton Racing     | Julien Andlauer Christian Ried Mikkel O. Pedersen           | Porsche 911 RSR-19             | M          | 219  | +20 Giri         |
| 18  | LMGTE Am | 77  | Dempsey-Proton Racing     | Julien Andlauer Christian Ried Mikkel O. Pedersen           | Porsche 4.2 L Flat-6           | M          | 219  | +20 Giri         |
| 19  | LMGTE Am | 57  | Kessel Racing             | Scott Huffaker Takeshi Kimura Daniel Serra                  | Ferrari 488 GTE Evo            | M          | 219  | +20 Giri         |
| 19  | LMGTE Am | 57  | Kessel Racing             | Scott Huffaker Takeshi Kimura Daniel Serra                  | Ferrari F154CB 3.9 L Turbo V8  | M          | 219  | +20 Giri         |
| 20  | LMGTE Am | 21  | AF Corse                  | Stefano Costantini Simon Mann Ulysse de Pauw                | Ferrari 488 GTE Evo            | M          | 219  | +20 Giri         |
| 20  | LMGTE Am | 21  | AF Corse                  | Stefano Costantini Simon Mann Ulysse de Pauw                | Ferrari F154CB 3.9 L Turbo V8  | M          | 219  | +20 Giri         |
| 21  | LMGTE Am | 54  | AF Corse                  | Francesco Castellacci Thomas Flohr Davide Rigon             | Ferrari 488 GTE Evo            | M          | 219  | +20 Giri         |
| 21  | LMGTE Am | 54  | AF Corse                  | Francesco Castellacci Thomas Flohr Davide Rigon             | Ferrari F154CB 3.9 L Turbo V8  | M          | 219  | +20 Giri         |
| 22  | LMGTE Am | 60  | Iron Lynx                 | Matteo Cressoni Alessio Picariello Claudio Schiavoni        | Porsche 911 RSR-19             | M          | 219  | +20 Giri         |
| 22  | LMGTE Am | 60  | Iron Lynx                 | Matteo Cressoni Alessio Picariello Claudio Schiavoni        | Porsche 4.2 L Flat-6           | M          | 219  | +20 Giri         |
| 23  | LMGTE Am | 86  | GR Racing                 | Ben Barker Riccardo Pera Michael Wainwright                 | Porsche 911 RSR-19             | M          | 218  | +21 Giri         |
| 23  | LMGTE Am | 86  | GR Racing                 | Ben Barker Riccardo Pera Michael Wainwright                 | Porsche 4.2 L Flat-6           | M          | 218  | +21 Giri         |
| 24  | LMGTE Am | 85  | Iron Dames                | Sarah Bovy Rahel Frey Michelle Gatting                      | Porsche 911 RSR-19             | M          | 218  | +21 Giri         |
| 24  | LMGTE Am | 85  | Iron Dames                | Sarah Bovy Rahel Frey Michelle Gatting                      | Porsche 4.2 L Flat-6           | M          | 218  | +21 Giri         |
| 25  | LMP2     | 10  | Vector Sport              | Gabriel Aubry Ryan Cullen Matthias Kaiser                   | Oreca 07                       | G          | 218  | +21 Giri         |
| 25  | LMP2     | 10  | Vector Sport              | Gabriel Aubry Ryan Cullen Matthias Kaiser                   | Gibson GK428 V8 engine         | G          | 218  | +21 Giri         |
| 26  | LMGTE Am | 25  | ORT by TF                 | Ahmad Al Harthy Michael Dinan Charlie Eastwood              | Aston Martin Vantage AMR       | M          | 217  | +22 Giri         |
| 26  | LMGTE Am | 25  | ORT by TF                 | Ahmad Al Harthy Michael Dinan Charlie Eastwood              | Aston Martin 4.0 L Turbo V8    | M          | 217  | +22 Giri         |
| 27  | LMGTE Am | 777 | D'Station Racing          | Tomonobu Fujii Satoshi Hoshino Casper Stevenson             | Aston Martin Vantage AMR       | M          | 217  | +22 Giri         |
| 27  | LMGTE Am | 777 | D'Station Racing          | Tomonobu Fujii Satoshi Hoshino Casper Stevenson             | Aston Martin 4.0 L Turbo V8    | M          | 217  | +22 Giri         |
| 28  | LMGTE Am | 98  | Northwest AMR             | Paul Dalla Lana Axcil Jefferies Nicki Thiim                 | Aston Martin Vantage AMR       | M          | 216  | +23 Giri         |
| 28  | LMGTE Am | 98  | Northwest AMR             | Paul Dalla Lana Axcil Jefferies Nicki Thiim                 | Aston Martin 4.0 L Turbo V8    | M          | 216  | +23 Giri         |
| 29  | LMGTE Am | 56  | Project 1 – AO            | Matteo Cairoli P.J. Hyett Gunnar Jeannette                  | Porsche 911 RSR-19             | M          | 215  | +24 Giri         |
| 29  | LMGTE Am | 56  | Project 1 – AO            | Matteo Cairoli P.J. Hyett Gunnar Jeannette                  | Porsche 4.2 L Flat-6           | M          | 215  | +24 Giri         |
| 30  | Hypercar | 4   | Floyd Vanwall Racing Team | Tom Dillmann Esteban Guerrieri Jacques Villeneuve           | Vanwall Vandervell 680         | M          | 215  | +24 Giri         |
| 30  | Hypercar | 4   | Floyd Vanwall Racing Team | Tom Dillmann Esteban Guerrieri Jacques Villeneuve           | Gibson GL458 4.5 L V8          | M          | 215  | +24 Giri         |
| 31  | Hypercar | 93  | Peugeot TotalEnergies     | Mikkel Jensen Paul di Resta Jean-Éric Vergne                | Peugeot 9X8                    | M          | 213  | +26 Giri         |
| 31  | Hypercar | 93  | Peugeot TotalEnergies     | Mikkel Jensen Paul di Resta Jean-Éric Vergne                | Peugeot 2.6 L Turbo V6         | M          | 213  | +26 Giri         |
| NC  | Hypercar | 94  | Peugeot TotalEnergies     | Loïc Duval Gustavo Menezes Nico Müller                      | Peugeot 9X8                    | M          | 141  | Non classificato |
| NC  | Hypercar | 94  | Peugeot TotalEnergies     | Loïc Duval Gustavo Menezes Nico Müller                      | Peugeot 2.6 L Turbo V6         | M          | 141  | Non classificato |
| Rit | LMP2     | 35  | Alpine Elf Team           | Olli Caldwell André Negrão Memo Rojas                       | Oreca 07                       | G          | 139  | Ritirato         |
| Rit | LMP2     | 35  | Alpine Elf Team           | Olli Caldwell André Negrão Memo Rojas                       | Gibson GK428 V8 engine         | G          | 139  | Ritirato         |
| Rit | LMP2     | 23  | United Autosports         | Tom Blomqvist Oliver Jarvis Josh Pierson                    | Oreca 07                       | G          | 91   | Guasto elettrico |
| Rit | LMP2     | 23  | United Autosports         | Tom Blomqvist Oliver Jarvis Josh Pierson                    | Gibson GK428 V8 engine         | G          | 91   | Guasto elettrico |
| Rit | Hypercar | 708 | Glickenhaus Racing        | Ryan Briscoe Romain Dumas Olivier Pla                       | Glickenhaus 007 LMH            | M          | 62   | Guasto elettrico |
| Rit | Hypercar | 708 | Glickenhaus Racing        | Ryan Briscoe Romain Dumas Olivier Pla                       | Glickenhaus P21 3.5 L Turbo V8 | M          | 62   | Guasto elettrico |
| Rit | LMGTE Am | 83  | Richard Mille AF Corse    | Luis Pérez Companc Alessio Rovera Lilou Wadoux              | Ferrari 488 GTE Evo            | M          | 4    | Incidente        |
| Rit | LMGTE Am | 83  | Richard Mille AF Corse    | Luis Pérez Companc Alessio Rovera Lilou Wadoux              | Ferrari F154CB 3.9 L Turbo V8  | M          | 4    | Incidente        |

## Classifiche

### Classifica Hypercar

#### Classifica Piloti
| Pos | Piloti                                               | Punti |
| --- | ---------------------------------------------------- | ----- |
| 1   | Mike Conway Kamui Kobayashi José María López         | 38    |
| 2   | Sébastien Buemi Brendon Hartley Ryō Hirakawa         | 27    |
| 3   | Antonio Fuoco Miguel Molina Nicklas Nielsen          | 24    |
| 4   | Earl Bamber Alex Lynn Richard Westbrook              | 18    |
| 5   | Dane Cameron Michael Christensen Frédéric Makowiecki | 15    |

#### Classifica Costruttori
| Pos | Costruttore | Punti |
| --- | ----------- | ----- |
| 1   | Toyota      | 38    |
| 2   | Ferrari     | 24    |
| 3   | Cadillac    | 18    |
| 4   | Porsche     | 10    |
| 5   | Vanwall     | 6     |

### Classifica LMP2

#### Classifica Piloti
| Pos | Piloti                                                      | Punti |
| --- | ----------------------------------------------------------- | ----- |
| 1   | Filipe Albuquerque Philip Hanson Frederick Lubin            | 38    |
| 2   | Mirko Bortolotti Daniil Kvyat Doriane Pin                   | 27    |
| 3   | Albert Costa Fabio Scherer Jakub Śmiechowski                | 23    |
| 4   | Rui Andrade Louis Delétraz Robert Kubica                    | 18    |
| 5   | Pietro Fittipaldi David Heinemeier Hansson Oliver Rasmussen | 15    |

#### Classifica Team
| Pos | No. | Team                      | Punti |
| --- | --- | ------------------------- | ----- |
| 1   | 22  | United Autosports         | 38    |
| 2   | 63  | Prema Racing              | 27    |
| 3   | 34  | Inter Europol Competition | 23    |
| 4   | 41  | Team WRT                  | 18    |
| 5   | 28  | Jota                      | 15    |

### Classifica LMGTE Am

#### Classifica Piloti
| Pos | Piloti                                            | Punti |
| --- | ------------------------------------------------- | ----- |
| 1   | Nicky Catsburg Ben Keating Nicolás Varrone        | 38    |
| 2   | Julien Andlauer Christian Ried Mikkel O. Pedersen | 27    |
| 3   | Scott Huffaker Takeshi Kimura Daniel Serra        | 23    |
| 4   | Stefano Costantini Simon Mann Ulysse de Pauw      | 18    |
| 5   | Francesco Castellacci Thomas Flohr Davide Rigon   | 15    |

#### Classifica Team
| Pos    | No. | Team                  | Punti |
| ------ | --- | --------------------- | ----- |
| 1      | 33  | Corvette Racing       | 38    |
| 2      | 77  | Dempsey-Proton Racing | 27    |
| 3      | 57  | Kessel Racing         | 23    |
| 4      | 21  | AF Corse              | 18    |
| 5      | 54  | AF Corse              | 15    |
| Fonte: |     |                       |       |

- Nota: Solo le prime 5 posizioni sono incluse nelle classifiche del campionato.